# Delahaye Type 10
La Type 10B era un'autovettura di fascia alta prodotta dal 1901 al 1904 dalla Casa automobilistica francese Delahaye.

## Profilo
Introdotta come sostituta della Delahaye 4 1/2-6HP, era una vettura di concezione più avanzata rispetto alle Delahaye che l'hanno preceduta. 

Si trattava infatti della prima Delahaye a motore anteriore.

Significativa fu però la Type 10B del 1902, la quale, assieme alla contemporanea Type 11 segna una svolta nella produzione della Casa francese, poiché si tratta di una delle primissime Delahaye con motore a 4 cilindri. Tale motore, della cubatura di 2.2 litri, arrivava ad erogare una potenza massima con valori compresi tra i 9 ed i 12 CV.
Fu sostituita da 2 modelli: verso l'alto della gamma arrivò la Type 15B mentre verso il basso arrivò la Type 32.